# Guido (Burkina Faso)
Ne doit pas être confondu avec Guide (Burkina Faso).
Guido, également orthographié Gyido, est une commune rurale située dans le département de Réo de la province de Sanguié dans la région du Centre-Ouest au Burkina Faso.

## Géographie
Guido est située à 8 km au nord-ouest de Réo, le chef-lieu de la province, et à 5 km au nord de Bonyolo. La ville est à 1,5 km de la route nationale 21.

## Démographie
| 2003  | 2006  | 2012 |
| ----- | ----- | ---- |
| 2 509 | 2 627 | -    |

## Éducation et santé
Le centre de soins le plus proche de Guido est le centre de santé et de promotion sociale (CSPS) de Bonyolo tandis que le centre médical avec antenne chirurgicale (CMA) se trouve à Réo.